# Julie-Victoire Daubié
Pour les articles homonymes, voir Daubié.
Julie-Victoire Daubié (au quotidien Victoire Daubié ou fautivement Julie Daubié), née le 26 mars 1824 à Bains-les-Bains (Vosges) et morte le 26 août 1874 à 50 ans à Fontenoy-le-Château (Vosges), est une journaliste française, militante des droits des femmes.
C'est la première femme française à s'inscrire aux épreuves du baccalauréat à Lyon en 1861, et la première à l'obtenir le 17 août 1861. C'est aussi la première licenciée ès lettres le 28 octobre 1871, à l'époque où les cours à la Sorbonne ne sont pas ouverts aux femmes.
Le bicentenaire de sa naissance en 2024 est classé commémoration nationale par le service France mémoire de l'Institut de France.

## Biographie

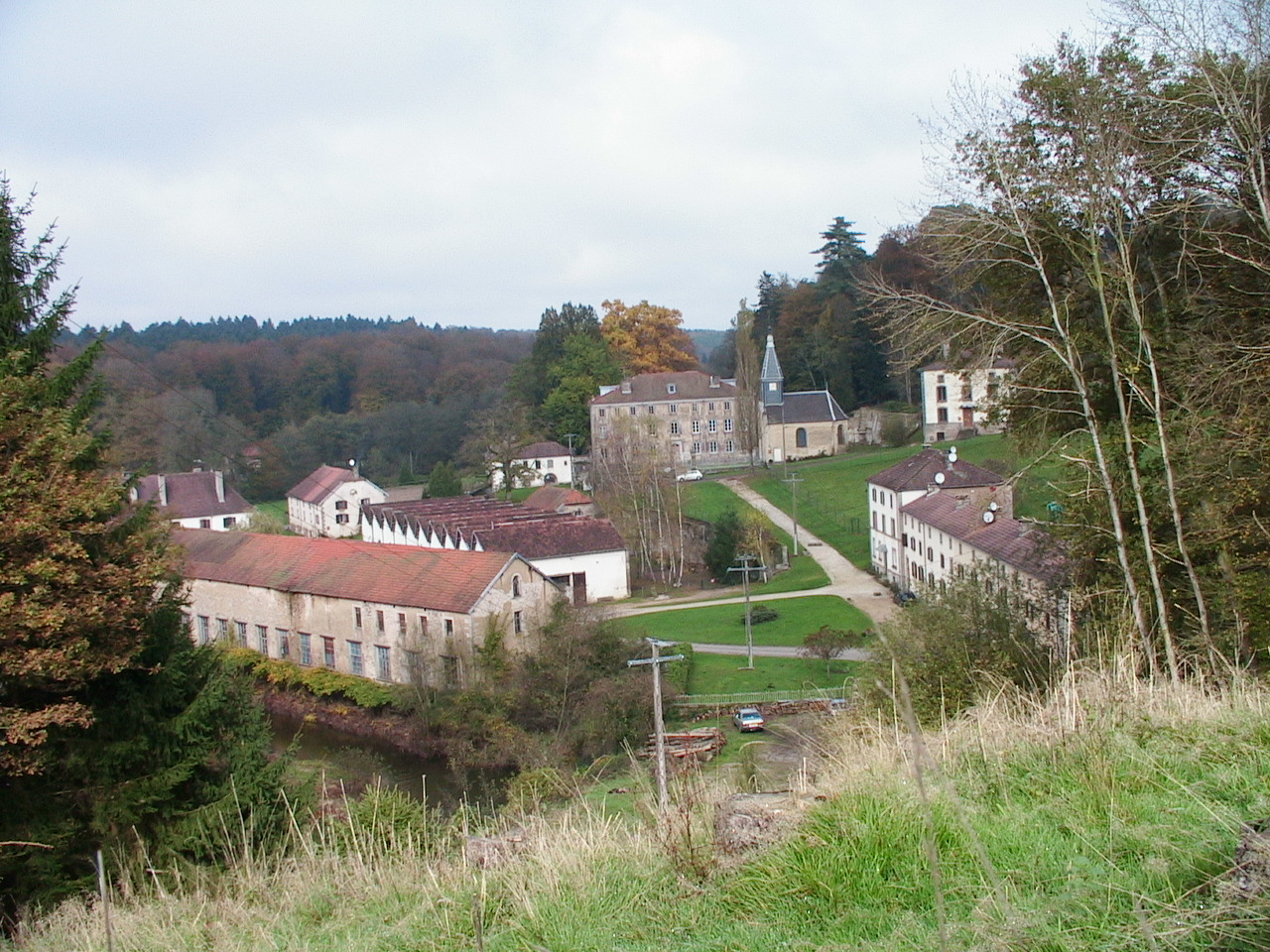
Site de la Manufacture : à droite de la chapelle, la maison natale de Julie-Victoire Daubié.

Julie-Victoire Daubié naît le 26 mars 1824 dans la maison dite des Commis de la Manufacture royale de Bains-les-Bains où son père occupe les fonctions de directeur ou commis-caissier. Elle est prénommée Julie-Victoire à l'état civil mais porte au quotidien le prénom de Victoire, comme sa mère Victoire Colleüille. Elle doit son prénom de Julie, comme le veut l'usage local, à sa sœur aînée Marie-Julie, Julie au quotidien, qui est aussi sa marraine. De nombreux établissements ou rues ont été nommés Julie-Daubié au lieu de Julie-Victoire Daubié ou Victoire Daubié.
Huitième enfant de sa fratrie, elle a vingt mois à la mort de son père, qui est enterré dans le caveau de sa famille à Fontenoy. La mère et les enfants rejoignent alors Fontenoy-le-Château où réside la famille paternelle de Julie-Victoire. L'inscription de ses frères et sœurs sur les registres paroissiaux de Fontenoy montre que les enfants y suivent leur catéchisme.

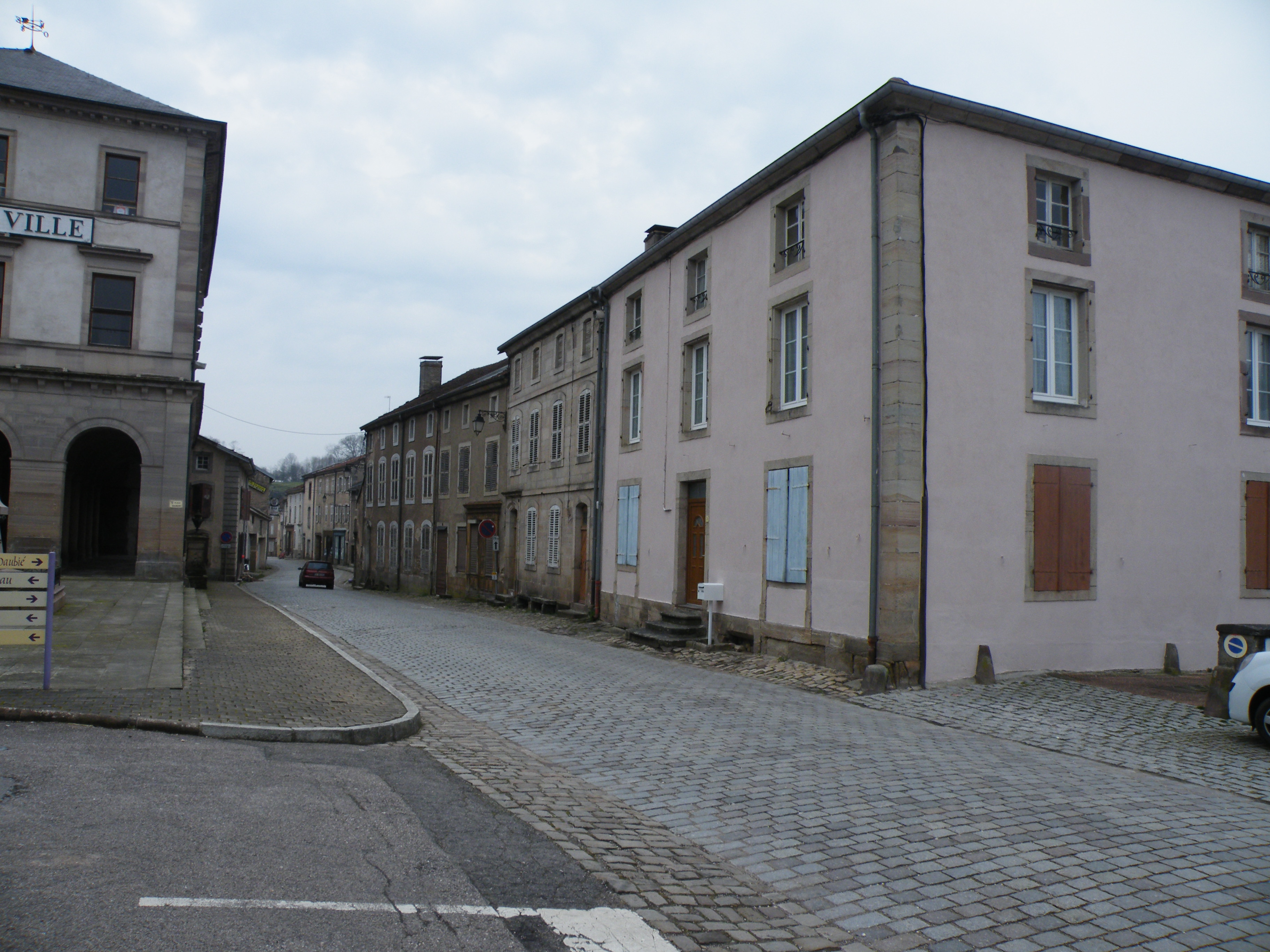
La maison d'enfance à Fontenoy-le-Château.

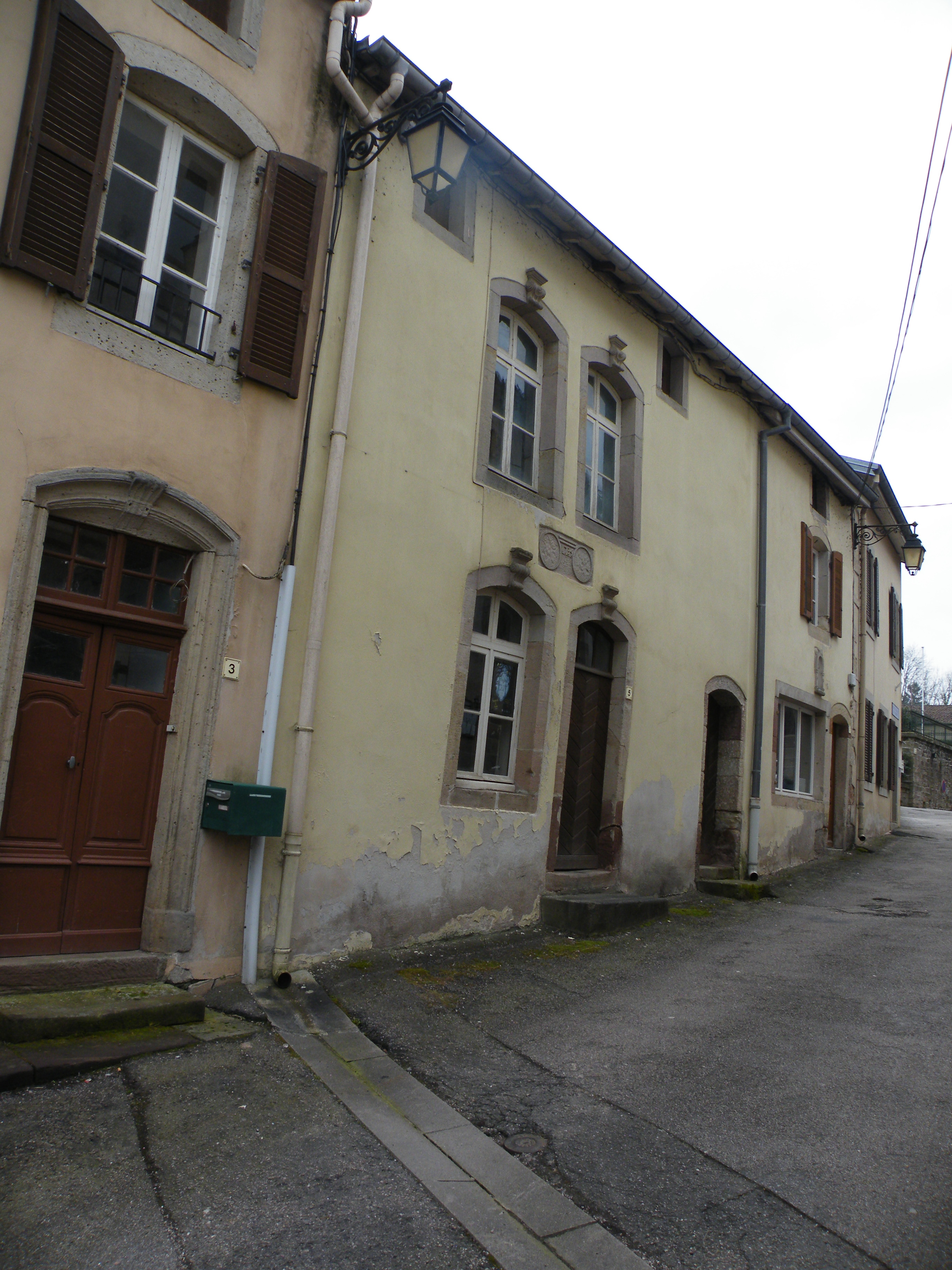
La maison d'école rue de l'Église où elle suit ses études primaires.

Elle est issue de la petite bourgeoisie catholique fontenaicastrienne. Les familles Colleüille et Daubié se sont illustrées sous la Terreur en cachant des prêtres. Son grand-père paternel, Siméon-Florentin Daubié, huissier, greffier de justice et ancien négociant, y a été maire. Son grand-père maternel, Jean-Nicolas Colleüille, après avoir vendu les forges du Moulin brûlé et de Pont-du-Bois, est le directeur des forges de Buyer à la Chaudeau.
Contrairement à la légende, elle n'a jamais travaillé dans les ateliers de la Manufacture royale de fer blanc de Bains-les-Bains. Son nom n'apparaît pas sur les registres d'établissement de livret ouvrier. Elle a certes côtoyé et vu au bureau de bienfaisance de Fontenoy la misère des ouvriers de campagne, la triste condition des domestiques et le sort funeste réservé aux mères célibataires. Elle puise peut-être là l'inspiration de son essai La Femme pauvre au XIXe siècle avec lequel elle remporte le premier prix du concours de l'Académie des sciences, belles-lettres et arts de Lyon le 21 juin 1859. La séance de l'Académie, présidée par Jean-François Petit de la Saussaye, recteur de l'Académie de Lyon, accorde à Mademoiselle Daubié une médaille de 800 francs. Cette question de concours est publiée sous le titre La Femme pauvre au XIXe siècle, par une femme pauvre, et sa deuxième édition est couronnée en 1867 à l'Exposition universelle de Paris.
Le 31 août 1844, elle obtient le « certificat de capacité », brevet d'enseignante, obligatoire pour tous depuis la loi Guizot du 28 juin 1833. La loi Falloux du 15 mars 1850 rendra ce brevet obligatoire pour les enseignantes laïques alors que selon l'article 49, « Les lettres d'obédience tiendront lieu de brevet de capacité aux institutrices appartenant à des congrégations religieuses vouées à l’enseignement et reconnues par l’État ». Néanmoins, la loi Falloux, bien que favorisant un enseignement catholique d'État, demande la création d'une académie par département et fait obligation aux communes de plus de 800 habitants d'ouvrir une école de filles (article 51).
Julie-Victoire Daubié s'élève contre le manque de qualification de certaines religieuses pour enseigner et non pas contre un enseignement catholique.
Elle étudie le grec et le latin, matières indispensables pour présenter le baccalauréat, avec son frère prêtre. Elle a complété sa formation en zoologie, section mammifères et oiseaux, en s'inscrivant en 1853 au Muséum national d'histoire naturelle de Paris pour suivre les cours d'Isidore Geoffroy Saint-Hilaire. Il lui a obtenu une autorisation spéciale pour qu'elle vienne étudier dans les galeries hors des heures d'ouverture au public.
Avec l'aide de Francisque Bouillier, et surtout de François Barthélemy Arlès-Dufour, un saint-simonien et industriel lyonnais très influent dans les milieux académiques et à la cour impériale, et forte de son succès au concours lyonnais de 1859, elle s'inscrit à la faculté des Lettres de Lyon pour passer son baccalauréat. Les épreuves écrites ont lieu le 16 août 1861 : un local spécial lui est réservé pour les épreuves. Le 17 août 1861, Julie-Victoire Daubié, âgée de 37 ans, est la première femme en France à obtenir le baccalauréat en totalisant six boules rouges, trois boules blanches et une boule noire. Ce système de boules était le moyen de vote des professeurs examinateurs. En ce temps-là, ils ne calculaient pas de moyenne. Une boule rouge signifiait un avis favorable, une boule blanche une abstention et une boule noire un avis défavorable.

« […] Nous sommes heureux d'annoncer qu'elle a été reçue avec distinction et qu'elle s'est montrée bonne latiniste, soit dans les compositions, soit dans les explications. On peut citer un certain nombre de femmes qui au Moyen Âge et surtout à l'époque de la Renaissance, ont obtenu leur bonnet de Docteur, mais Mademoiselle Daubié est certainement le premier bachelier de sexe féminin qu'ait proclamé l'université de France. »

Au sujet de ce bac, il a été écrit qu'elle aurait, durant dix ans, sollicité cet examen, que l'Université de Paris lui avait refusé l’autorisation sous prétexte « que les femmes n’ont pas besoin de ça » et que leur prétention à vouloir obtenir ce grade est « outrecuidante » et « ridicule ». Il n'existe aucune trace de ces supposés refus dans sa correspondance. On écrivit aussi qu'elle dut attendre longtemps son diplôme de bachelière ès lettres et que, prétendant qu'il « ridiculiserait le ministère de l'Instruction publique », le ministre Gustave Rouland refusait de le signer. Et aussi qu'il fallut une intervention pressante d'Arlès-Dufour auprès de l'entourage de l'impératrice Eugénie ainsi qu'une campagne de presse menée par Léon Richer pour que l'ordre soit donné à ce ministre d'apposer sa signature au bas du diplôme. Cependant, il est habituel à cette époque d'attendre entre six mois et un an la réception du diplôme.
Elle-même écrit à ce propos dès 1862 : « En France (j'aime à le dire pour l'honneur de mon pays) l'initiative sociale nous manque ici beaucoup plus que la liberté, car j'ai pu être admise, l'année dernière, à l'examen du baccalauréat, par la Faculté des lettres de Lyon, sans faire de demande exceptionnelle. J'ai rencontré partout, pour cette innovation, une bienveillance impartiale et des sympathies généreuses, dont je ne saurais trop remercier ma patrie et mon siècle ».
Elle achète au centre de Fontenoy la vaste maison de Charlotte de Huvé où, en bonne saint-simonienne, elle installe un bureau d'entrepreneur de broderie blanche, imitant en cela sa sœur Julie qui était déjà devenue entrepreneur en 1852. Elle en confiera la gestion à sa nièce Mathilde puisque Julie-Victoire Daubié ne vient à Fontenoy que pour la belle saison. Cette maison a été démolie lors du percement du canal de l'Est.
Julie-Victoire Daubié dans le chapitre 2 de La femme pauvre, intitulé Quels moyens de subsistance ont les femmes, consacre une large place à la broderie, sujet qu'elle connait bien (page 43) : « La broderie occupe, en France, près de deux cent mille ouvrières. Le salaire quotidien des brodeuses varie de 20 centimes à 1,5 franc et 2 francs. La broderie faite sur un métier, exigeant beaucoup de perfection, donne un salaire plus élevé, mais elle dévie la taille des enfants qu'on y applique trop jeunes. »

Des amis influents
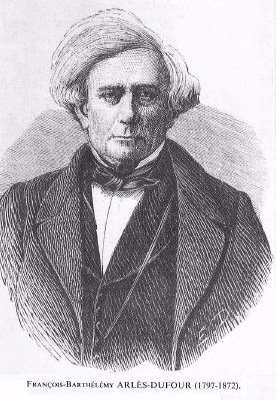
François Barthélemy Arlès-Dufour.
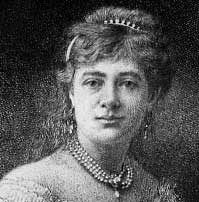
Juliette Adam.
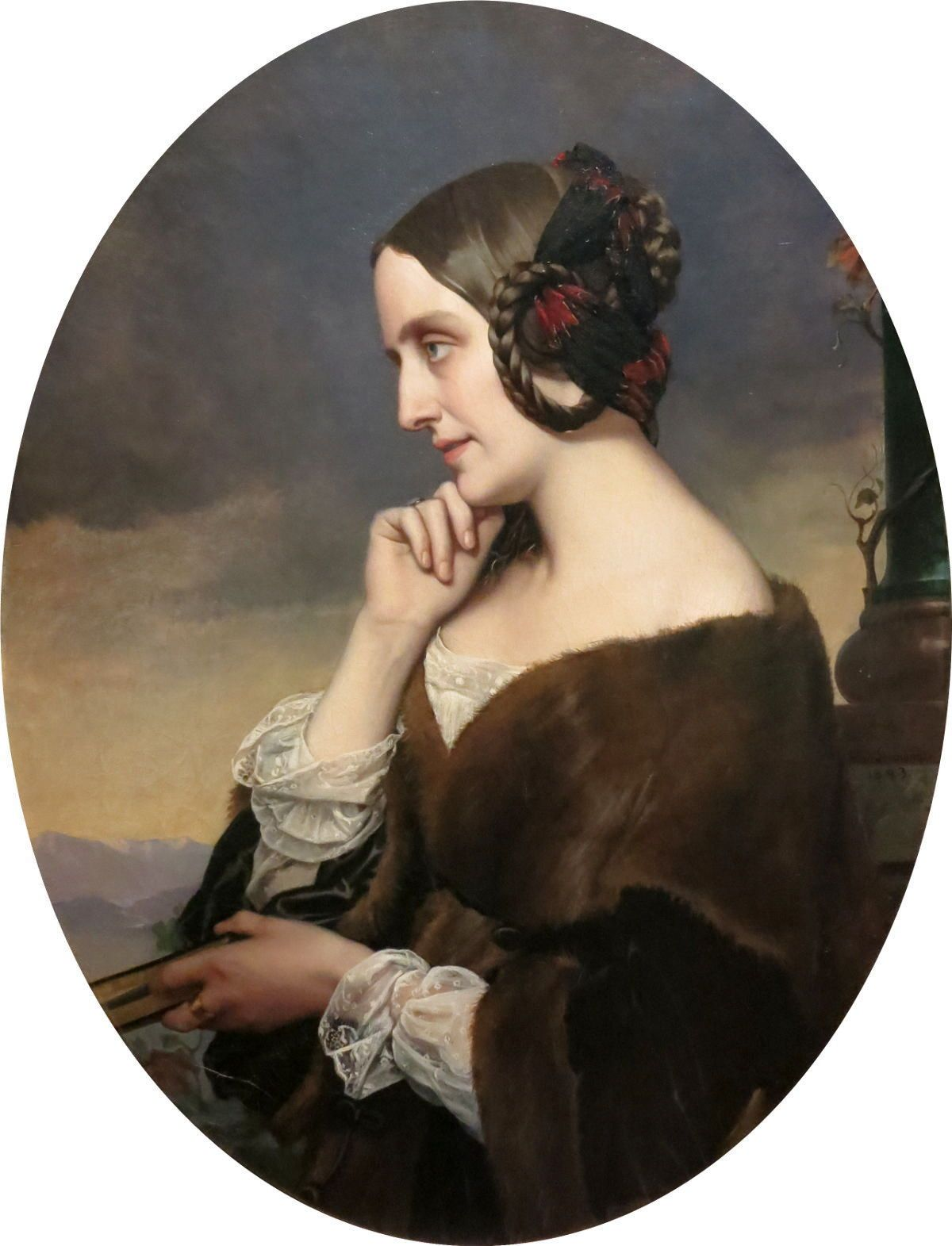
Portrait de Marie d'Agoult (1843) par Henri Lehmann.

Julie-Victoire réside à Paris, avenue des Champs-Élysées dans le 8e arrondissement, donne des conférences et est devenue journaliste économique. Le 24 mars 1862 paraît dans le quotidien d'Émile de Girardin, La Presse, un compte-rendu par C. de Sault de son essai Du progrès dans l'enseignement primaire, qui a l'honneur d'être référencé dans la très sérieuse Bibliographie catholique. Julie-Victoire écrit aussi dans L'Économiste français, hebdomadaire économique fondé en 1862 par Jules Duval (1813-1870).
Le 21 octobre 1870, un arrêté du maire de Paris demande la création « d'une Commission de dames pour examiner les questions relatives à l'enseignement primaire ». Julie-Victoire Daubié est sollicitée pour y travailler, de même qu'Emma Chenu (licenciée ès mathématiques en 1868). Les travaux de cette commission, interrompus pendant les trois mois des troubles de la Commune de Paris, furent consignés dans le rapport Delon-Coignet.
Au début de l'année 1871, elle crée une association qui a pour nom Association pour le suffrage des femmes et dont le siège est à Passy.
En 1871, les cours de la Sorbonne restent toujours fermés aux femmes mais elles peuvent s'inscrire aux examens. Elle continue donc à travailler pour préparer sa licence ès lettres. Elle réussit son examen le 28 octobre 1871 et devient la première licenciée ès lettres. Elle reçoit son diplôme en avril 1872, six mois plus tard, licencié, sans e, l'intitulé du diplôme de licence comme celui du baccalauréat n'existe qu'au masculin, mais ce diplôme est établi au nom de Mademoiselle Daubié. Le ministre Jules Simon en personne, a rayé « au sieur » pour le remplacer par « Mademoiselle » et lui adresse une lettre de félicitations.
Aussitôt elle décide de préparer une thèse de doctorat dont le sujet sera La Condition de la femme dans la société romaine. Sa mort laisse cette thèse inachevée. La même année, elle s'établit à Fontenoy pour veiller sur sa mère âgée et malade.
Elle est profondément affectée par l'interdiction à la vente, par voie de colportage, de trois ouvrages que son association pour « l'émancipation progressive de la femme » présidée par Arlès-Dufour et dont elle est vice-présidente, a édités.

L'année suivante, le 25 août 1874 vers 17 h, Julie-Victoire Daubié (« en son vivant entrepreneur de broderie » écrit le notaire dans son inventaire après décès) meurt de la tuberculose. Elle est enterrée à Fontenoy-le-Château le 28 août. Elle repose avec sa sœur Julie et ses nièces Mathilde et Louise Daubié. Sa tombe est toujours visible. Elle laisse à ses frères et sœurs une succession plus que confortable, deux maisons, des titres, des actions, etc. Son seul frère célibataire, celui qui est prêtre, prend en charge les frais d'enterrement. Contrairement à la légende, il n'existe aucune trace ni aux archives paroissiales, ni aux archives diocésaines attestant d'une difficulté quelconque pour lui donner des funérailles chrétiennes. Le registre paroissial de Fontenoy fait mention d'un service funèbre ordinaire.

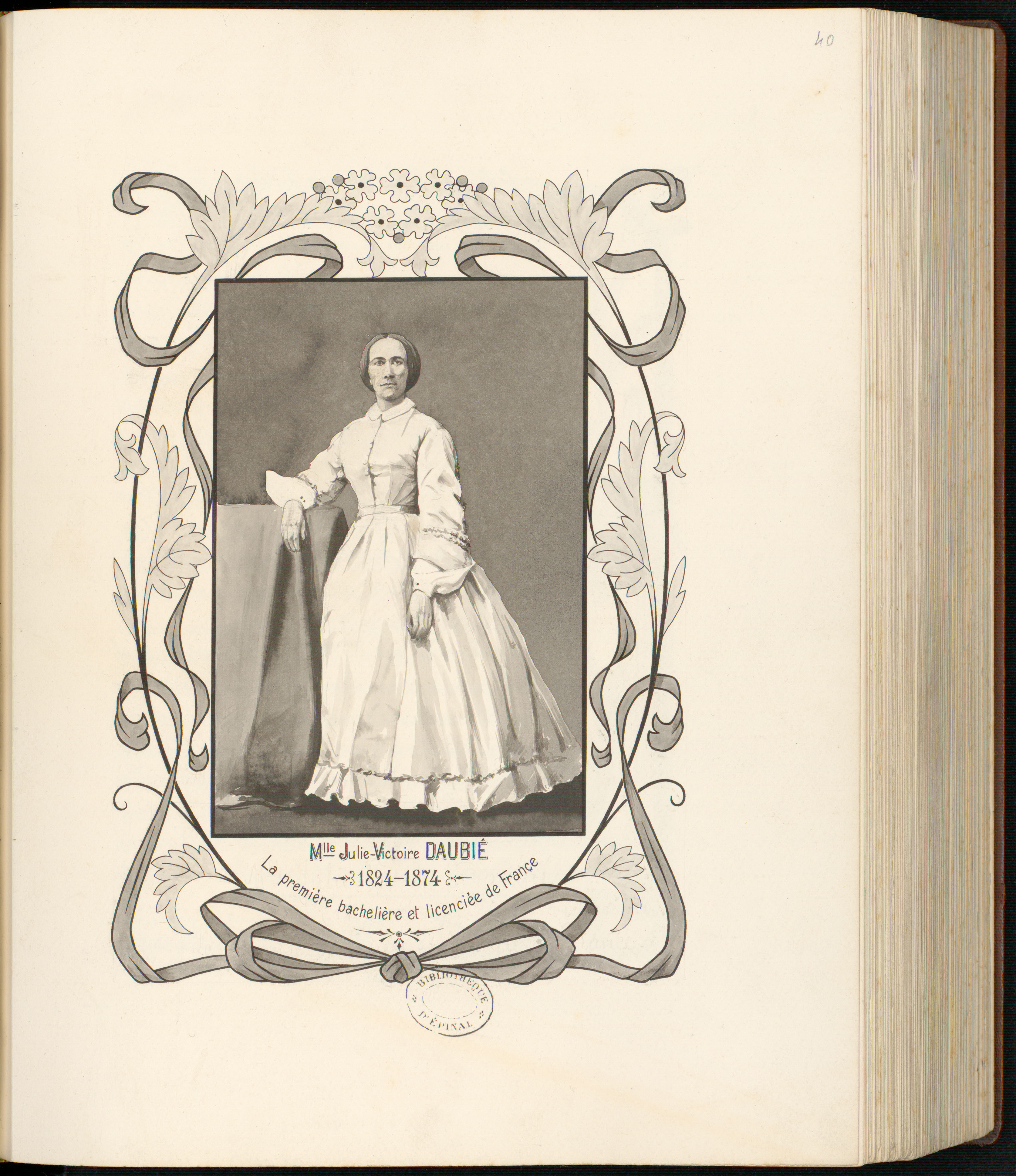
Portrait de Julie-Victoire Daubié, première bachelière de France.
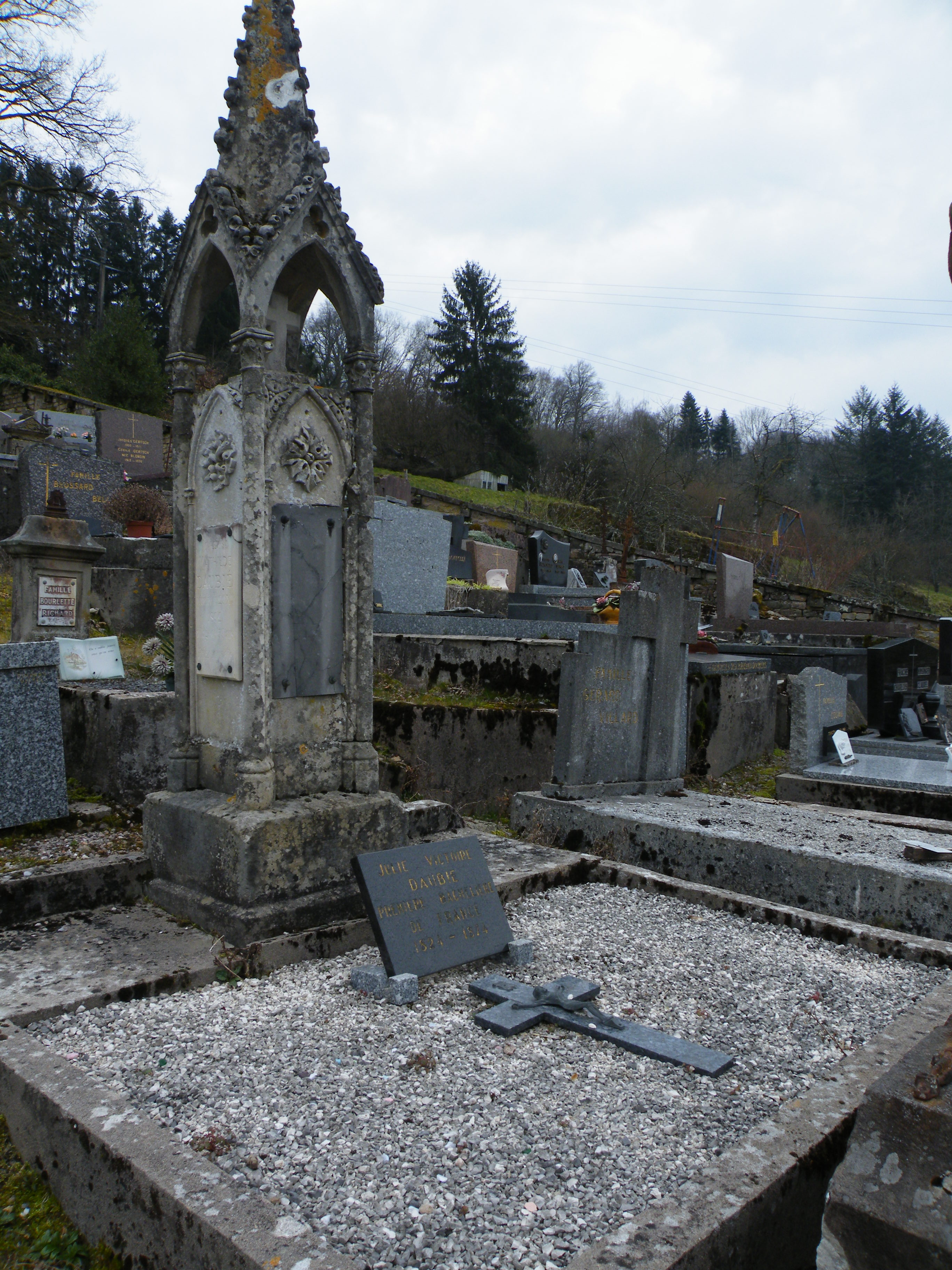
Tombe de J.-V. Daubié au cimetière de Fontenoy-le-Château.

## La militante
« Julie-Victoire Daubié n'était pas socialiste. Elle était fortement marquée par le saint-simonisme mais elle en avait une interprétation morale et politique… »
Victoire Daubié est une moraliste, une économiste féministe par sa nature même. Elle laisse le souvenir de sa ténacité dans la lutte pour la reconnaissance de nombreux droits aux femmes. Outre son combat pour leur accès à l'enseignement et à une formation professionnelle efficace, elle milite pour le vote des femmes qui, d'après elle, moraliserait la vie politique. Avec Léon Richer, Alexandre Dumas fils, Ernest Legouvé elle prend la défense des enfants adultérins privés de droits, comme les femmes, par le Code Napoléon. Elle écrit dans l'hebdomadaire de Léon Richer Le Droit des femmes.
Ses idées s'inscrivent dans le courant de pensée moderniste du Second Empire, annonciateur du XXe siècle, auquel ont été associées des figures telles qu'Eugénie de Montijo, Élisa Lemonnier, Michel Chevalier, François Barthélemy Arlès-Dufour, Marie-louise et Ulysse Trèlat, Rosa Bonheur, etc.
De son vivant, son travail de journaliste lui vaut une reconnaissance dans toute l'Europe, et aux États-Unis. Son combat pour l'éducation des femmes et leur accès à l'enseignement supérieur a inspiré la féministe anglaise Josephine Butler qui a traduit en langue anglaise une partie de ses œuvres. En 1869, lors de son voyage d'étude à Paris, Frances E. Willard, première femme doyen de la Northwestern University, qui connaissait ses travaux obtient de la rencontrer.
Julie-Victoire Daubié aura partagé sa vie entre ses luttes pour l'émancipation de la femme dans la société contemporaine (mariage, conditions de travail, formation professionnelle, rémunération, droit de vote, etc.), ses engagements dans les mouvements de l'histoire du temps, son travail de préceptrice, ses relations politiques, journalistiques et amicales (Jules Simon, Léon Richer, Marie d'Agoult, Juliette Edmond Adam etc.).
Elle ne voit pas de son vivant le résultat de toutes ses luttes, mais elle a néanmoins la satisfaction de jouir d'une certaine reconnaissance. Elle reçoit à l'Exposition universelle de 1867 une médaille qui récompense l'ensemble de son travail et le renom de son auteur.

## Œuvres
- Du progrès de l'enseignement primaire : justice et liberté, Paris, librairie de Madame Claye, 1862 (en ligne sur Numelyo).
- « De l'enseignement secondaire pour les femmes », dans Journal des économistes, Paris, Guillaumin, 1865,

– tome XLVI, p. 382-402 (début) ;
– tome XLVII, p. 384-403 (suite) ;
– tome XLVIII, p. 408-427 (fin).
- La Femme pauvre au XIXe siècle, Paris, Guillaumin, 1866 (en ligne sur archive.org) ;

– deuxième éd. en trois tomes, Paris, Thorin, 1869-1870 (en ligne sur gallica tome I, tome II, tome III ; sur archive.org tome I, tome II, tome III).
– French morality under the regulation system, trad. anglaise partielle par Josephine Butler, Londres, éd. Trübner, 1870 (en ligne).
- L’Émancipation de la femme, Paris, Thorin, 1871 [dix livraisons] (en ligne).
- La Tolérance légale du vice, Paris, Association pour l'émancipation progressive de la femme, 1872 (en ligne).Plaidoyer dénonçant la prostitution. Cette brochure, sous la forme d'un ouvrage collectif préfacé par Daubié, regroupe des textes ou lettres de divers auteurs comme Josephine Butler, Victor Hugo, John Stuart Mill, Agénor de Gasparin, Hyacinthe Loyson, Giuseppe Mazzini, Marie Goegg-Pouchoulin et Anna Maria Mozzoni.
- Avant-propos à La Question de la femme, d'Alexandre Dumas fils, Paris, Association pour l'émancipation progressive de la femme, 1872 (en ligne).
- Préface au Manuel du jeune homme [Extrait du "Traité des devoirs"], de Silvio Pellico, Paris, Association pour l'émancipation progressive de la femme, 1872 (en ligne).

## Hommages

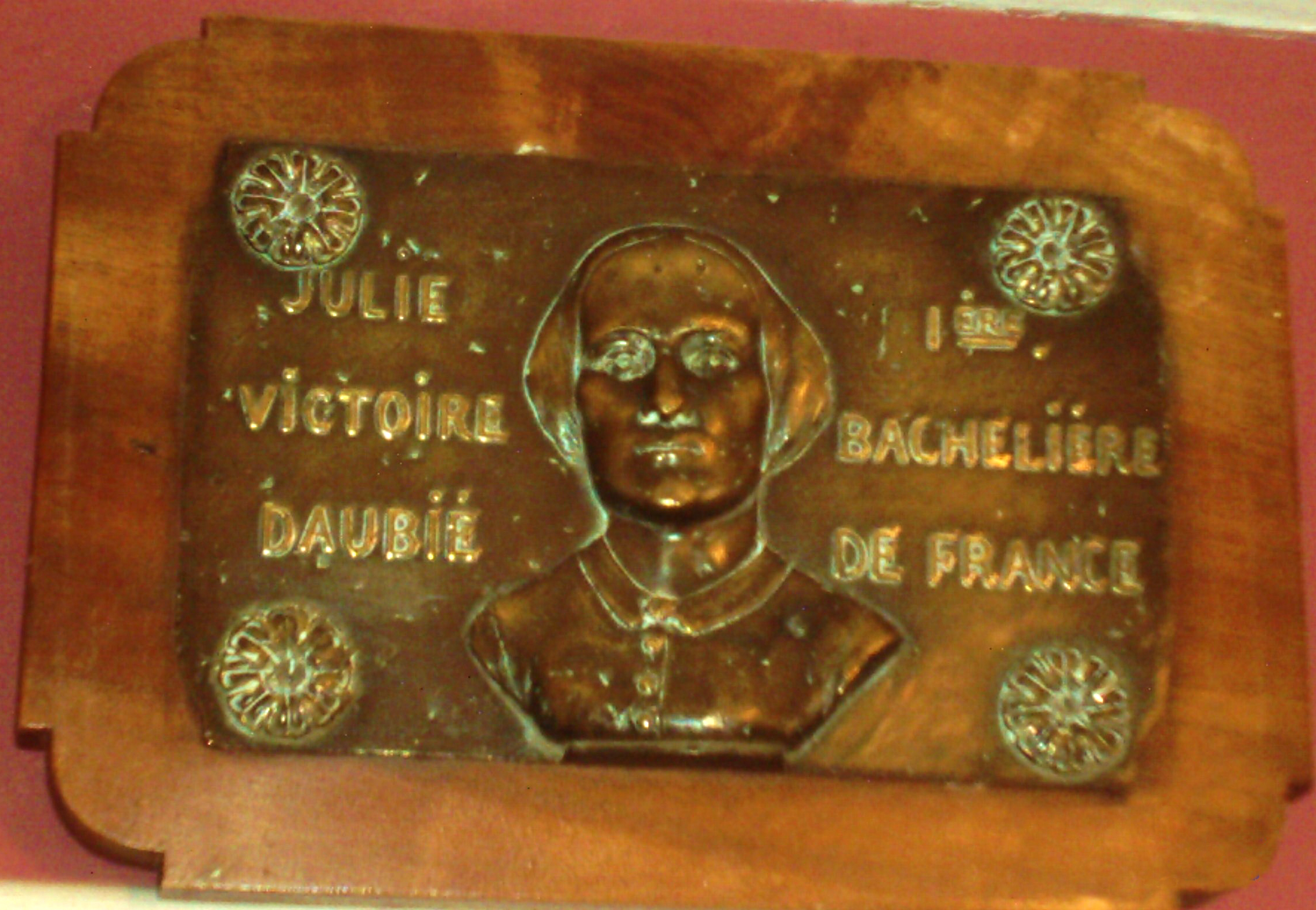
Plaque en mémoire de Julie-Victoire Daubié, musée de la Broderie de Fontenoy-le-Château.

- Aujourd'hui, vingt-quatre  écoles, Châtel-sur-Moselle, Chonas-l'Amballan, Esquelbecq, Grande-Synthe, Hasnon, Jeuxey[43], Lépanges-sur-Vologne, Les Lilas, Les Pavillons-sous-Bois[44], Lyon 7e[45], Milly-la-Forêt, Montbazin, Montpellier, Neufchâteau[46], Nohic[47], Ozouer-le-Voulgis, Peltre, Pouilloux, Rosières-aux-Salines, Saint-Avé, Saint-Ségal, Soyaux, Torcy, Vitry-en-Perthois, quatre collèges (à Plouzané, Bourg-en-Bresse, Bains-les-Bains et Saint-Philbert-de-Grand-Lieu, et trois lycées (un lycée d'enseignement professionnel de Laon, le lycée et la cité scolaire de Rombas et un lycée d'Argenteuil (Val-d'Oise)) portent son nom.

- À Rambervillers, c'est le nouveau nom de la MECS (Maison d'enfants à caractère social).

- Le 24 septembre 2008, l'ancien bâtiment Présidence de l'université Claude Bernard, Lyon 1, a été rebaptisé du nom de Julie-Victoire Daubié[48].
- À Villers-lès-Nancy, depuis septembre 2016, un amphithéâtre de l'IUT du Nancy-Brabois porte son nom.
- À Écully, l'amphithéâtre de l'EM Lyon Business School porte le nom de Julie-Victoire Daubié.
- À Dombasle-sur-Meurthe, une salle de réunion du lycée des métiers Entre Meurthe et Sânon porte le nom de Julie-Victoire Daubié.
- À Montpellier, une résidence Julie-Victoire Daubié existe dans la ZAC des jardins de la Lironde ainsi qu'un amphithéâtre à son nom. Une résidence étudiante à La Verrière (78) porte aussi ce nom.

- La 38e promotion de l'Institut régional d'administration de Nantes (2010-2011) porte également le nom de Julie-Victoire Daubié.

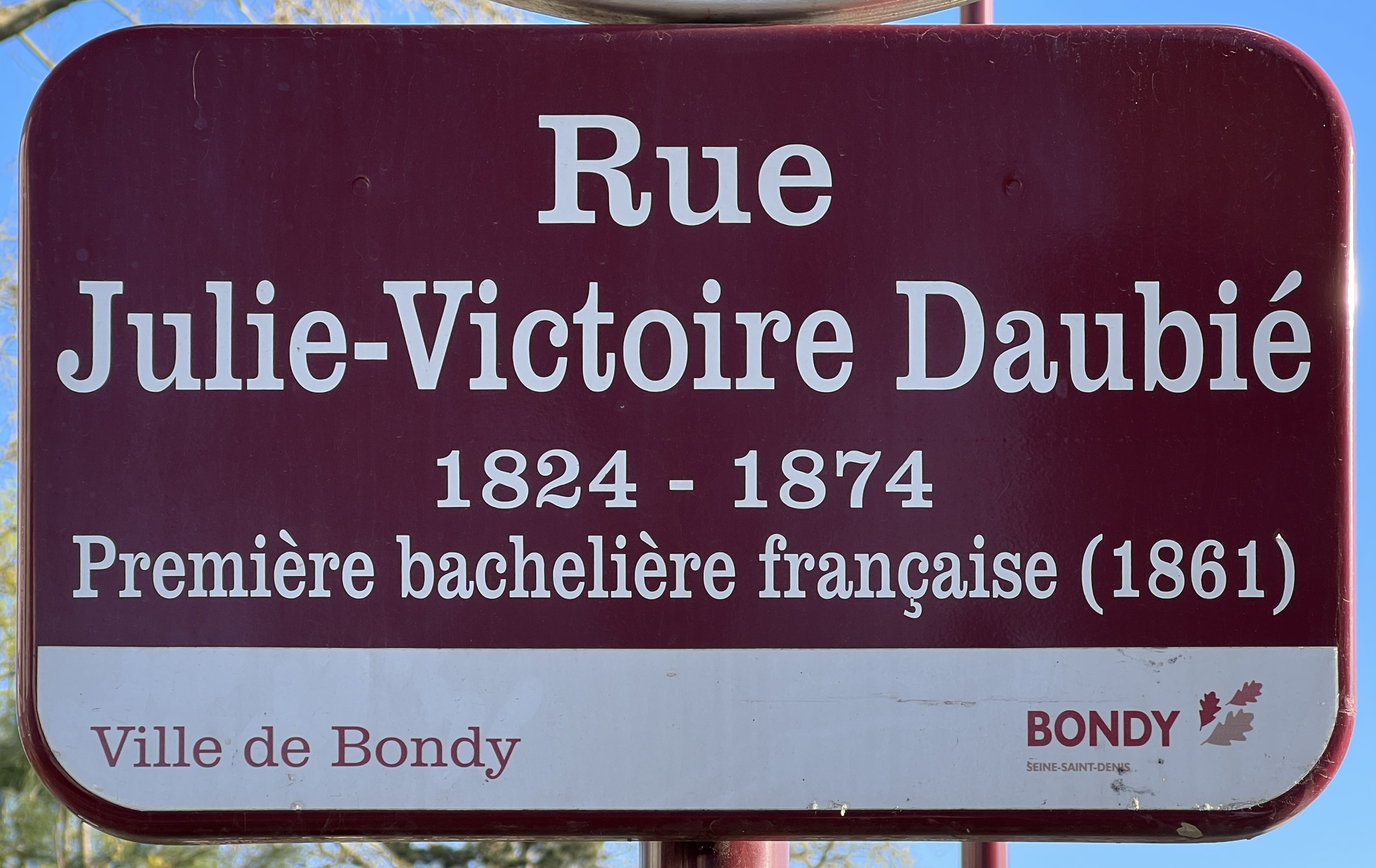
Plaque de la rue Julie-Victoire-Daubié, à Bondy, en 2022.

- Plaque de la rue Julie-Victoire-Daubié, à Bondy, en 2022.On compte également trois places Julie-Victoire Daubié, une à Fontenoy-le-Château, là où se dressait la maison de Siméon-Florentin Daubié, une à Bazegney et une à Lyon. Plusieurs autres voies portent ce nom, des rues à : Aubervilliers, Augny[49], Bobigny[50],Bondy, Bulgnéville, Concarneau, Dammartin-en-Goële, Dijon, Ennezat, Guénange, La Ville-aux-Dames,Limeil-Brévannes, Louviers,Mauguio[, Nort-sur-Erdre, Nancy, 13e arrondissement de Paris, Saint-Jean-de-Védas,  Saint-Nazaire[51], Tomblaine, Toulouse, Veigné,Vitry-sur-Seine, un passage Julie-Victoire Daubié à Saint-Dié-des-Vosges, une ruelle à Maizières-Lès-Metz, un chemin à Poitiers, une impasse à Saint-Vallier et une allée à Artigues-près-Bordeaux, à Vincey et à Lille, une esplanade à Richardménil.
- Montreuil en Seine-Saint-Denis a inauguré le 15 décembre 2007 une crèche Julie Daubié[52].
- La faculté de droit de l'université Lumière-Lyon-II porte son nom.
- Il existe un parc à son nom à Avignon, un square à Bouzonville, Le Haillan et Saint-Amé.
- En septembre 2018, la Cité internationale universitaire de Paris a inauguré boulevard Jourdan la résidence Julie-Victoire Daubié à destination des étudiants et chercheurs internationaux[53].

Les villes de Choisy-le-Roi et de Malakoff (Hauts-de-Seine) ont aussi une résidence étudiante à son nom.
- À Clermont-Ferrand dans le quartier Les Normaliennes une résidence porte son nom[54].

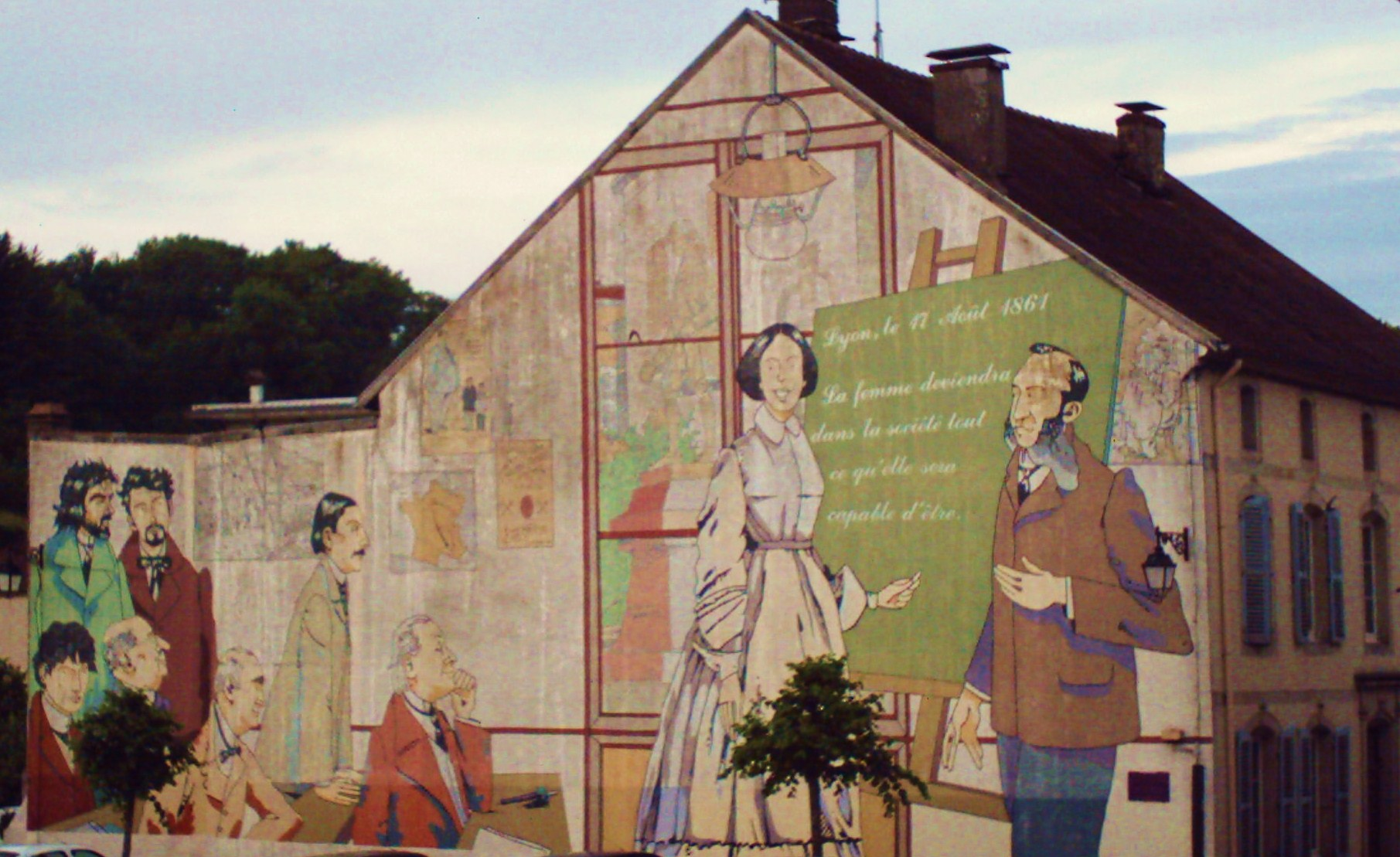
Fresque en l'honneur de Julie-Victoire Daubié à Fontenoy-le-Château.

- La municipalité de Fontenoy a dévoilé en 1997, sur le pignon d'une maison de la place, une fresque géante représentant Julie-Victoire Daubié faisant la leçon aux Vosgiens célèbres. Chaque année en août, pour célébrer l'anniversaire du premier baccalauréat féminin, une visite commentée de la ville Dans les pas de Julie-Victoire Daubié est organisée par l'association d'histoire Les Amis du Vieux Fontenoy[55].
- La médaille d'honneur de la ville de Fontenoy-le-Château est aussi frappée à l'effigie de son héroïne.
- En novembre 1992 s'est tenu à Lyon à l'université Lumière un « colloque Julie-Victoire Daubié ».
- Le ministère de l'Éducation nationale a donné son nom à un salon[56].
- Plus modestement, l'inspection académique d'Épinal, le lycée Émile Gallé de Thaon-les-Vosges et la mairie de Granges-Aumontzey ont baptisé une salle,  et le CRDP d'Amiens une galerie de son nom. Le 28 septembre 2024, la ville de Le Pont-Chrétien-Chabenet a inauguré un espace J.-V. Daubié.
- Le 26 mars 2018, le moteur de recherche Google célèbre son 194e anniversaire sur sa page d'accueil en la représentant lançant son diplôme du bac devant un tableau noir[57].
- À Metz, à la direction régionale de la Caisse d'Épargne, son nom est donné à une salle de réunion et l'hémicycle de l'Hôtel de région porte aussi son nom.
- Le 2 juin 2018 Une plaque Maison des illustres est dévoilée sur la maison qui a abrité ses premiers mois à la Manufacture de Bains.
- Montreuil a donné son nom à une salle polyvalente.
- Le 17 juin 2019 est inauguré à Épinal, place Jeanne d'Arc, l'espace judiciaire Julie-Victoire Daubié.
- Le 29 janvier 2020 Le projet de Limédia galeries et de la BMI d'Epinal, dont le sujet est Julie-Victoire Daubié, est lauréat du concours JeLaLis-impact[58].
- En 2024, France Mémoire déclare le bicentenaire de la naissance de Julie-Victoire Daubié commémoration nationale[59].
- La Poste émet le 8 mars 2024 un timbre gravé par l'illustratrice Sarah Lazarevic à l'effigie de Julie-Victoire Daubié[60].